# Goomalling
Goomalling is een plaats in de regio Wheatbelt in West-Australië.

## Geschiedenis
Ten tijde van de Europese kolonisatie leefden de Balardong Nyungah in de streek.
In 1848 verkenden landmeter Alfred Hillman en Gerald de Courcy Lefroy de streek. Hillman tekende een bron op de kaart, de Goomalling Spring. Lefroy die op zoek was naar geschikte weidegrond raakte niet onder de indruk van de streek maar Hillman vermeldde vruchtbaar grasland rond de bron. In de jaren 1850 verkende assistent-landmeter Austin de streek. De dominicanen van New Norcia pachtten er heel wat weideland om hun schapen te laten grazen. George Slater nam er als een van de eersten een pastorale lease op. De bron maakte deel uit van de lease. Slater bouwde een hofstede, een schuur en schaapskooien.
Nadat de overheid een vraag om onderwijs in te richten afwees, bouwde Slater in 1868 een schooltje. Hij wierf zelf een leerkracht aan om zijn kinderen en de kinderen uit de streek te onderwijzen. Tijdens de goldrush in de jaren 1880 bouwde Slater een deel van zijn hofstede tot een herberg om. De goudzoekers op weg naar de goudvelden van de Yilgarn konden er overnachten en zich van hooi en water voorzien.
Meer mensen vestigden zich in de streek en in 1902 werd een spoorweg vanuit Northam naar Goomalling aangelegd. In 1903 werd het plaatsje Goomalling officieel gesticht. 'Koomal' is het nyungahwoord voor een soort klimbuideldieren. Goomalling betekent "plaats van het zilver-grijze klimbuideldier". In 1904 werd het stationsgebouw geopend. Het diende eveneens als postkantoor en vanaf 1907 als telegraafkantoor. Op 29 september 1910 opende een nieuw post- en telegraafgebouw. In 1911 opende de spoorweg tussen Goomalling en Wongan Hills. Er was veel vraag naar dorpskavels. De bevolking groeide tot in de jaren 1970-80. Door automatisatie op de landbouwbedrijven waren er minder arbeiders nodig.
Van 1949 tot 1950 hield Goomalling motorwedstrijden om een zwembad te financieren. Het zwembad diende als herdenkingsmonument aan de oorlog en om de jeugd uit de streek te leren zwemmen.

## 21e eeuw
Goomalling is het administratieve en dienstencentrum van het lokale bestuursgebied Shire of Goomalling. Het is een verzamel- en ophaalpunt voor de oogst van de graanproducenten aangesloten bij de Co-operative Bulk Handling Group.
In 2021 telde Goomalling 508 inwoners tegenover 499 in 2006.

## Toerisme
- Goomalling maakt deel uit van de toeristische autoroute Pioneers Pathway, een route in het spoor van de goudzoekers eind 19e eeuw.
- Het Goomalling Schoolhouse Museum is het plaatselijke streekmuseum.
- De Oak Park walk trail is een 3 kilometer lang wandelpad in het Oak Park-natuurreservaat, met informatie over de oorspronkelijke bewoners van de streek, de Balardong Nyungah Aborigines.
- De Goomalling Heritage walk doet de oude gebouwen in het plaatsje aan.
- Slaters historische hofstede, de Slater Homestead, ligt 3 kilometer ten oosten van het dorp.
- De graansilo's van Goomalling hebben een unieke vorm. Het zijn halve bollen.[9]

## Transport
De Northam-Pitharra Road verbindt Goomalling met de Great Eastern Highway en de Great Northern Highway. Het ligt 132 kilometer ten noordoosten van de West-Australische hoofdstad Perth, 45 kilometer ten noordnoordoosten van Northam en 200 kilometer ten westnoordwesten van Merredin. De N3 busdienst van Transwa, tussen Perth en Geraldton, doet Goomalling tweemaal per week aan.
Enkele kilometers ten zuiden van het dorp ligt een startbaan, Goomalling Airport (ICAO: YGOM).
De spoorweg naar Northam wordt niet meer door reizigerstreinen bereden. Er rijden wel nog graantreinen van de CBH Group. In 2002 werd er een stoomtrein ingelegd voor het eeuwfeest van de spoorweg. De Shire of Dowerin werkt sinds 2010 aan een project om vanuit Goomalling stoomtreinen in te leggen bij festiviteiten in Dowerin.

## Klimaat
Goomalling kent een warm mediterraan klimaat, Csa volgens de klimaatclassificatie van Köppen. De gemiddelde jaarlijkse temperatuur ligt rond 18 °C en de gemiddelde jaarlijkse neerslag bedraagt ongeveer 370 mm.
| Maand                                  | jan  | feb  | mrt  | apr  | mei  | jun  | jul  | aug  | sep  | okt  | nov  | dec  | Jaar  |
| -------------------------------------- | ---- | ---- | ---- | ---- | ---- | ---- | ---- | ---- | ---- | ---- | ---- | ---- | ----- |
| Gemiddeld maximum (°C)                 | 34,8 | 34,1 | 31,3 | 26,7 | 22,0 | 18,6 | 17,3 | 18,2 | 20,8 | 25,5 | 29,4 | 32,0 | 25,9  |
| Gemiddeld minimum (°C)                 | 16,7 | 17,4 | 15,6 | 12,5 | 9,3  | 7,6  | 6,5  | 6,3  | 6,9  | 9,3  | 12,5 | 14,8 | 11,3  |
|                                        |      |      |      |      |      |      |      |      |      |      |      |      |       |
| Neerslag (mm)                          | 14,2 | 14,7 | 18,3 | 22,5 | 47,0 | 65,9 | 64,4 | 49,2 | 27,4 | 19,9 | 12,1 | 10,6 | 366,2 |
| Regendagen (dag)                       | 1,2  | 1,3  | 1,7  | 2,7  | 5,4  | 7,6  | 8,2  | 7,1  | 4,7  | 3,4  | 1,8  | 1,1  | 46,2  |
| Bron: Australian Bureau of Meteorology |      |      |      |      |      |      |      |      |      |      |      |      |       |

## Galerij

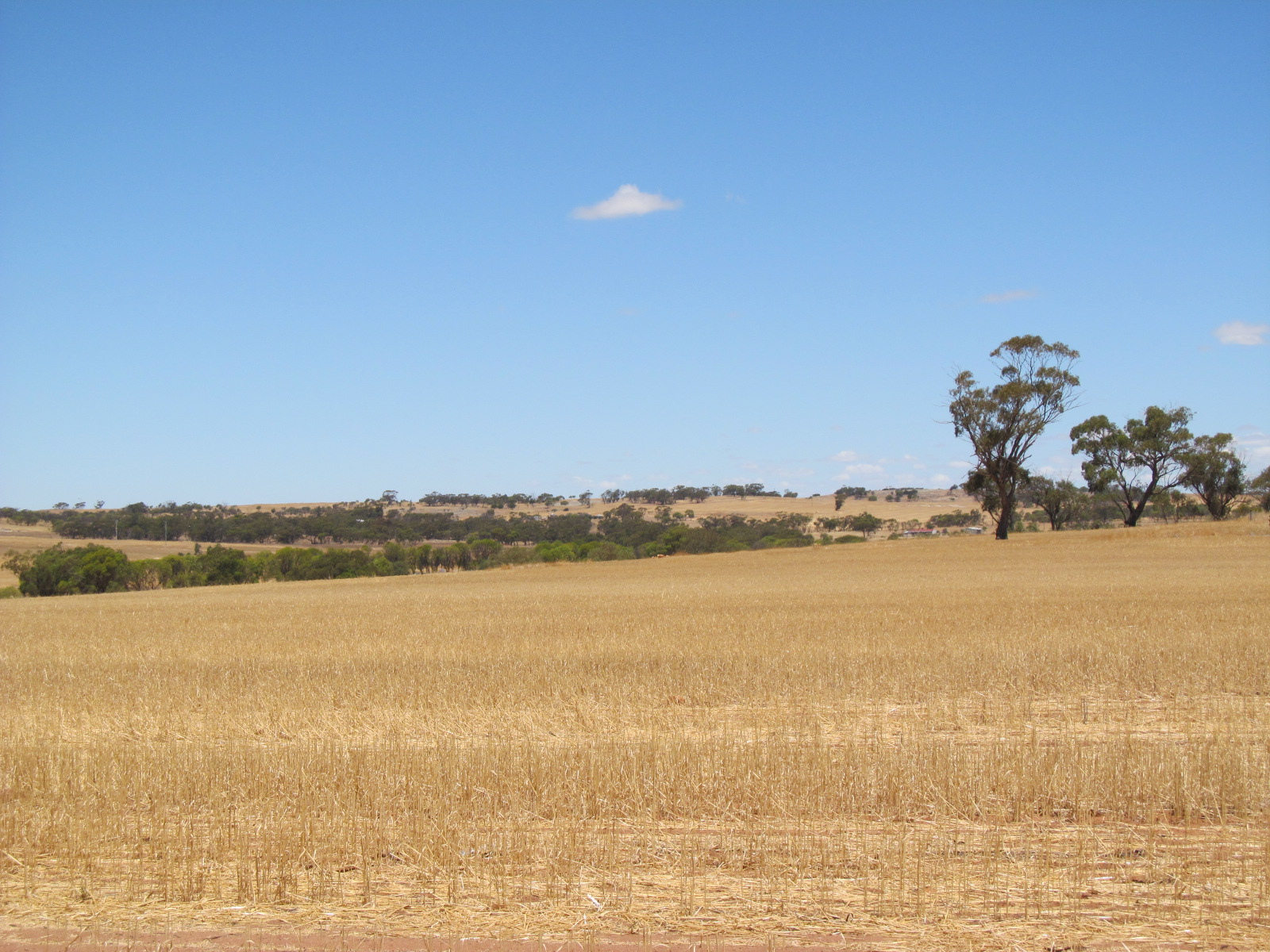
graanvelden nabij Goomalling
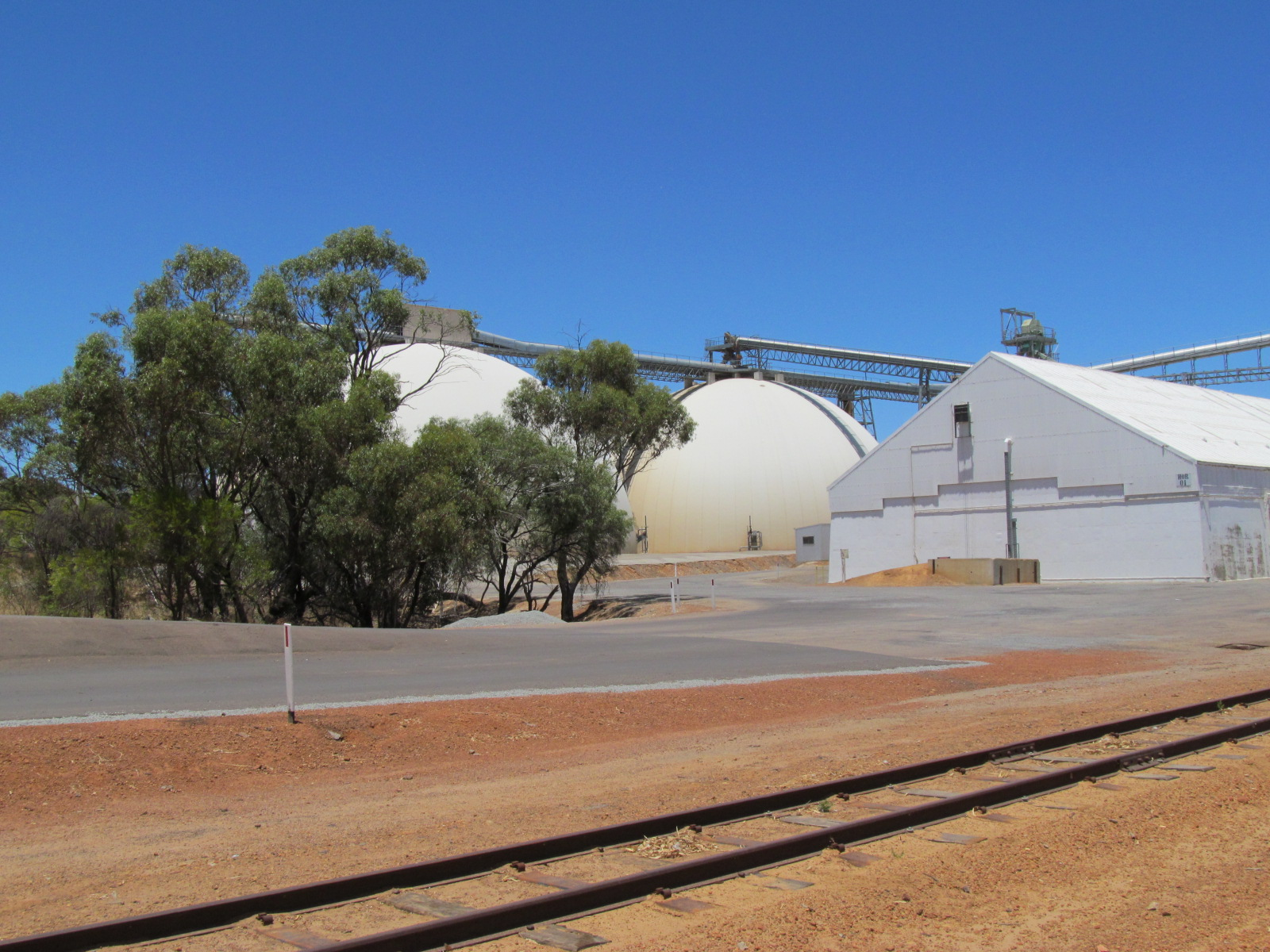
graanopslag CBH Group
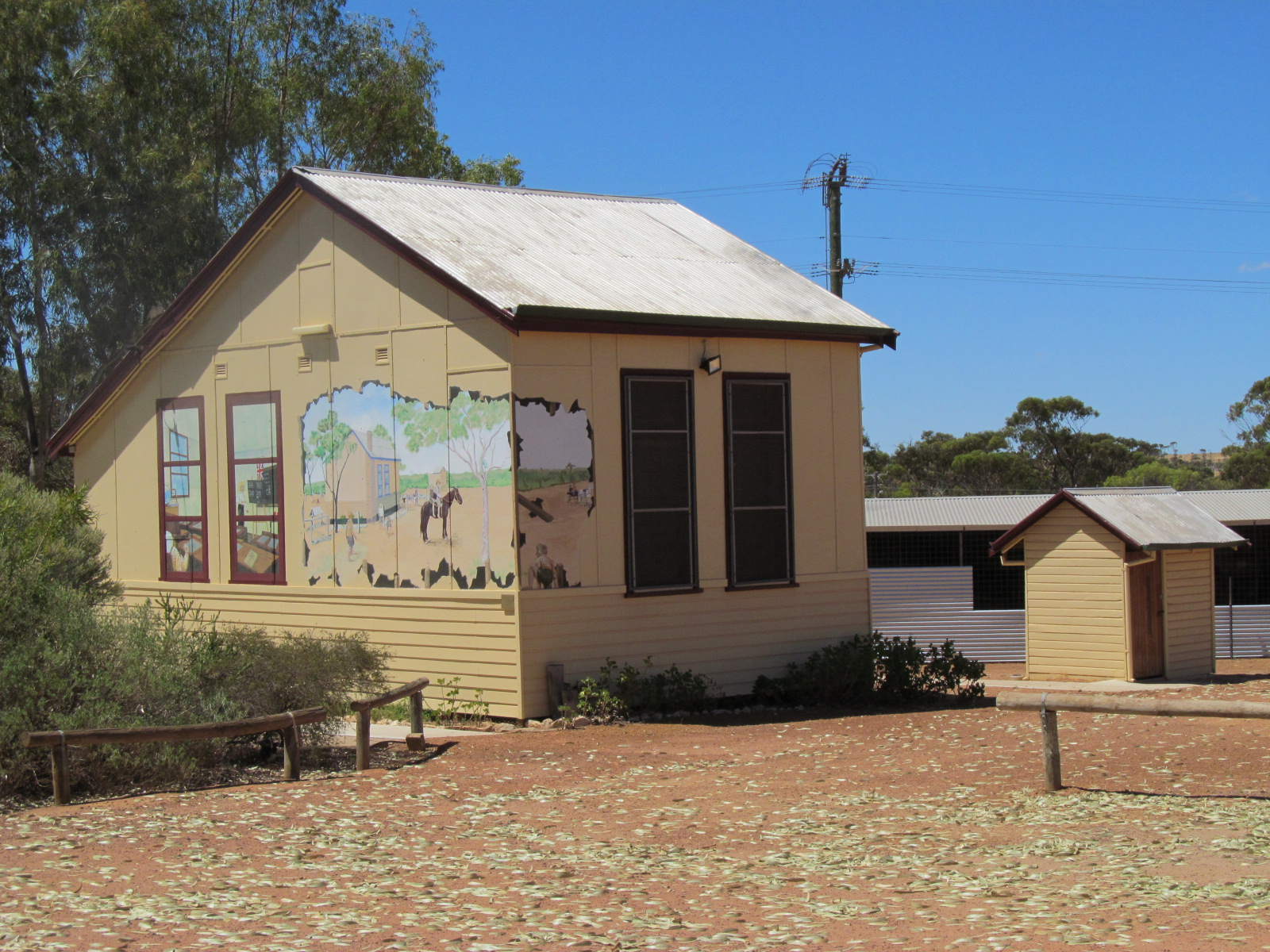
Goomalling Schoolhouse Museum
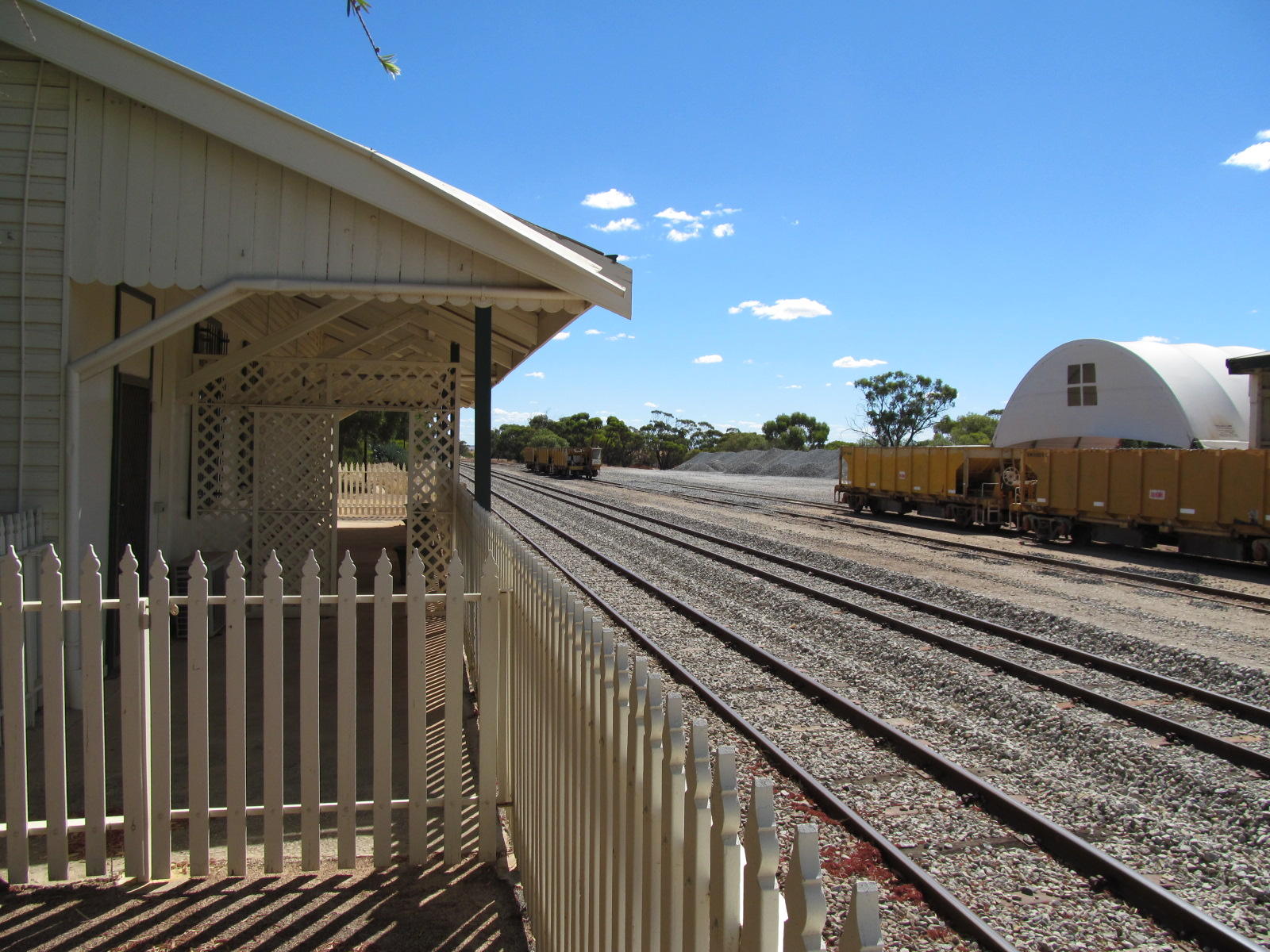
oude spoorwegstation en perron
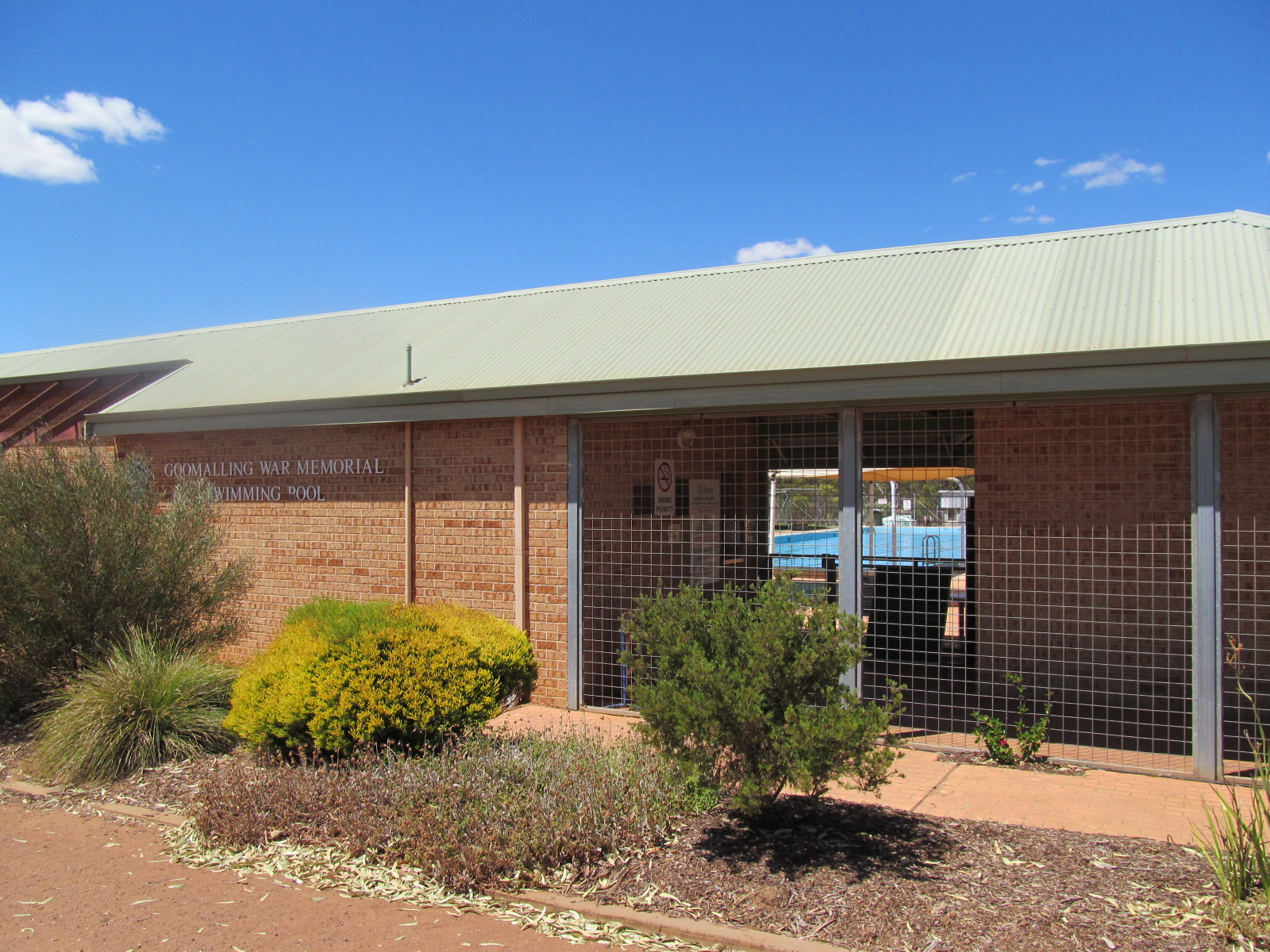
herdenkingsmonument en zwembad
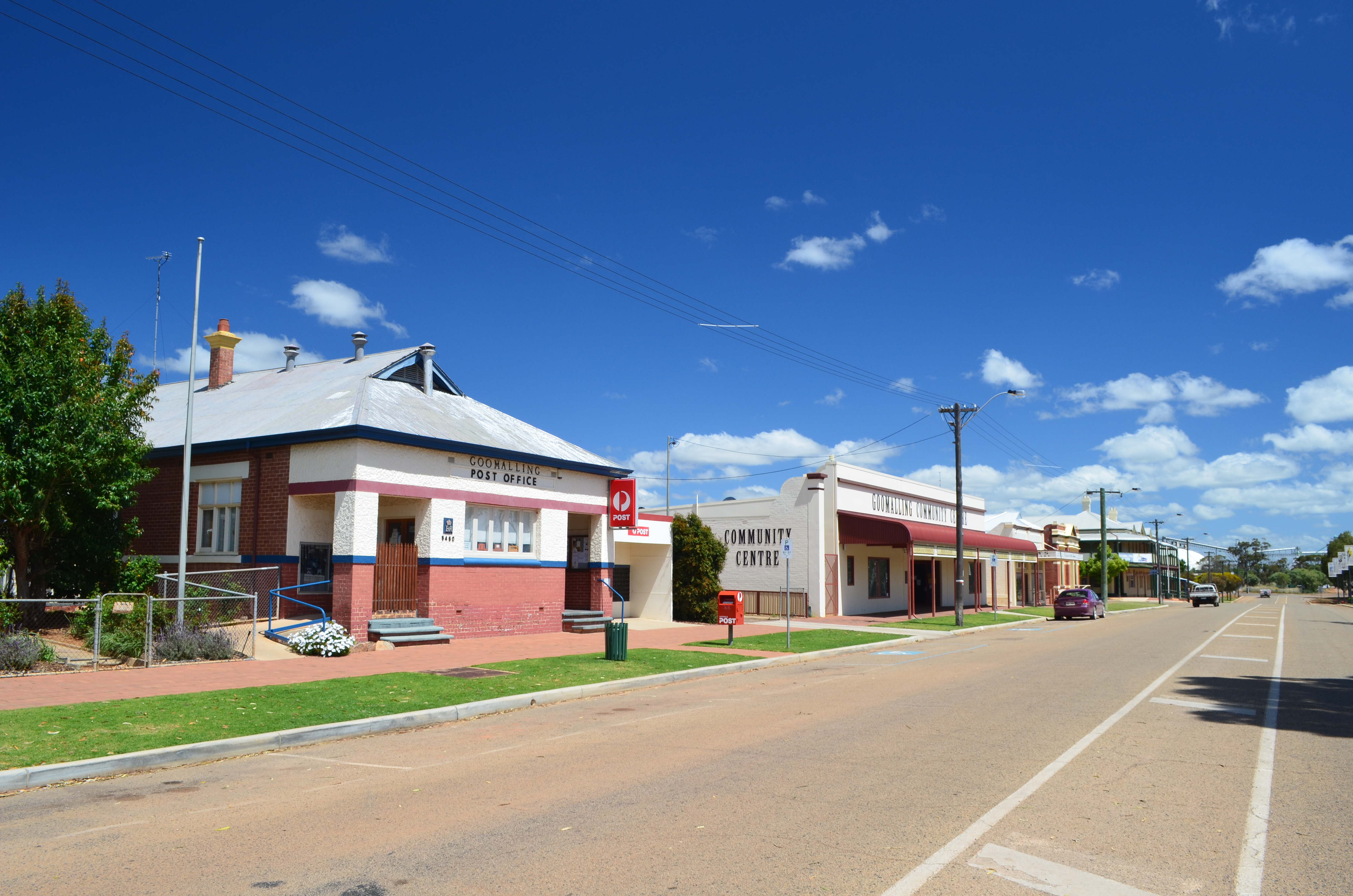
postkantoor uit 1910

Aldersyde · Amery · Ardath · Arthur River · Baandee · Babakin · Badgingarra · Badjaling · Bailup · Bakers Hill · Balkuling · Ballaying · Ballidu · Beacon · Beenong · Beermullah · Bejoording · Belka · Bencubbin · Bendering · Benjaberring · Beverley · Bilbarin · Bindi Bindi · Bindoon · Bodallin · Bolgart · Bonnie Rock · Boolading · Booraan · Brookton · Bruce Rock · Bullaring · Bullfinch · Bulyee · Bungulla · Buntine · Burakin · Burracoppin · Cadoux · Calingiri · Campion · Caraban · Carrabin · Cataby · Cervantes · Chandler · Chittering · Clackline · Cold Harbour · Congelin · Coomberdale · Copley · Corrigin · Cowcowing · Crossman · Cuballing · Culbin · Cunderdin · Dalwallinu · Dandaragan · Dangin · Darkan · Dattening · Dongolocking · Doodlakine · Dowerin · Dudinin · Dumbleyung · Duranillin · Dwarda · Ejanding · Elabbin · Erikin · Gabbin · Gingin · Goomalling ·  Grass Valley · Greenhills · Guilderton · Gwambygine · Harrismith · Highbury · Hines Hill · Holt Rock · Hyden · Jelcobine · Jennacubbine · Jennapullin · Jitarning · Jurien Bay · Kalannie · Karlgarin · Kellerberrin · Kondinin · Kondut · Koojan · Koolyanobbing · Koorda · Korbel · Korrelocking · Kukerin · Kulin · Kulja · Kulyaling · Kunjin · Kununoppin · Kweda · Kwelkan · Kwolyin · Lancelin · Lake Brown · Lake Grace · Lake King · Ledge Point · Manmanning · Marvel Loch · Meckering · Meenaar · Merredin · Miling · Minnivale · Mogumber · Mokine · Moodiarrup · Mooliabeenee · Moora · Moorine Rock · Moorumbine · Moulyinning · Mount Hardey · Mount Kokeby · Mount Walker · Muchea · Mukinbudin · Muntadgin · Nalya · Nangeenan · Narembeen · Narrogin · New Norcia · Newdegate · Nilgen · Nokaning · North Bannister · Northam · Nukarni · Nungarin · Pantapin · Piawaning · Piesseville · Pingaring · Pingelly · Pithara · Popanyinning · Quairading · Quindanning · Regans Ford · Seabird · Shackleton · Southern Cross · Spencers Brook · Tammin · Tincurrin · Toodyay · Trayning · Varley · Wagin · Walebing · Walgoolan · Wandering · Wannamal · Watheroo · Welbungin · West Dale · West Toodyay · Westonia · Wialki · Wickepin · Wilbinga · Williams · Wongan Hills · Woodridge · Wubin · Wundowie · Wyalkatchem · Yealering · Yelbeni · Yellowdine · Yilliminning · Yerecoin · York · Yorkrakine · Yornaning · Yoting · Youndegin